# ليندا إل. لاين
ليندا لاين (بالإنجليزية: Linda L. Layne)‏ هي مختصّة في علم الإنسان أمريكية، ولدت في 1955.